# My God-Given Right
My God-Given Right es el decimoquinto álbum de estudio de la banda alemana de power metal Helloween, el cual fue lanzado el 29 de mayo de 2015 en Europa. La grabación tuvo lugar en los estudios Mi sueño en Tenerife, España. Es la primera vez que publican cinco álbumes consecutivos con la misma alineación.
En cuanto al sonido, el guitarrista del grupo, Michael Weikath, afirmó que: «El nuevo álbum es típico Helloween de los ochenta y moderno al mismo tiempo».

## Antecedentes y producción
En 2014, la banda anunció que estaban trabajando en un nuevo álbum de estudio que sería lanzado en mayo de 2015,dicho anuncio sería acompañado por el sencillo "Battles Won". El álbum sería producido por Charlie Bauerfeind. El 26 de febrero de 2015 sacan a la luz el nombre título del álbum.

## Listado de canciones
| N.º | Título                        | Escritor(es)                              | Duración |  |
| 1.  | «Heroes»                      | Gerstner                                  | 3:53     |  |
| 2.  | «Battle's Won»                | Weikath                                   | 4:53     |  |
| 3.  | «My God-Given Right»          | Deris                                     | 3:30     |  |
| 4.  | «Stay Crazy»                  | Deris                                     | 4:04     |  |
| 5.  | «Lost In America»             | Deris                                     | 3:35     |  |
| 6.  | «Russian Roulé»               | Deris/Gerstner                            | 3:52     |  |
| 7.  | «The Swing Of A Fallen World» | Deris                                     | 4:53     |  |
| 8.  | «Like Everybody Else»         | Deris                                     | 4:03     |  |
| 9.  | «Creatures In Heaven»         | Weikath                                   | 6:36     |  |
| 10. | «If God Loves Rock 'N' Roll»  | Deris                                     | 3:20     |  |
| 11. | «Living On The Edge»          | Grosskopf                                 | 5:19     |  |
| 12. | «Claws»                       | Weikath                                   | 5:52     |  |
| 13. | «You, Still Of War»           | Lyrics: Gerstner / Music: Gerstner, Deris | 7:21     |  |

Limited Edition Bonus Tracks

| Limited edition bonus tracks |                       |          |  |
| N.º                          | Título                | Duración |  |
| 14.                          | «I Wish I Were There» | 4:11     |  |
| 15.                          | «Wicked Game»         | 3:56     |  |

Digital and Japanese editions Bonus Tracks

| Digital and Japanese editions bonus tracks |                       |          |  |
| N.º                                        | Título                | Duración |  |
| 14.                                        | «I Wish I Were There» | 4:11     |  |
| 15.                                        | «Wicked Game»         | 3:56     |  |
| 16.                                        | «Free World»          | 3:34     |  |

Earbook edition Bonus Tracks

| Earbook edition bonus tracks |                        |          |  |
| N.º                          | Título                 | Duración |  |
| 1.                           | «I Wish I Were There»  | 4:11     |  |
| 2.                           | «Wicked Game»          | 3:56     |  |
| 3.                           | «Nightmare»            | 4:43     |  |
| 4.                           | «More Than a Lifetime» | 3:55     |  |

## Personal
Helloween
- Andi Deris - voz principal ("Voice Commander")
- Michael Weikath - guitarra solista y rítmica ("Captain of Guitars")
- Sascha Gerstner - guitarra solista y rítmica ("Major of Strings")
- Markus Grosskopf - bajo ("Bass Invader")
- Dani Löble - batería ("Sergeant of Skins")

Músicos adicionales
- Matthias Ulmer – teclados
- Billy King y Olaf Senkbeil - coros adicionales

Producción
- Charlie Bauerfeind – producción, mezcla
- Thomas Geiger – edición
- Martin Häusler – fotografía, arte y diseño
- Marcos Moura – ilustraciones de calabazas